# Andrew Young (Skilangläufer)
Andrew Young (* 21. Februar 1992 in Huntly) ist ein britischer Skilangläufer.

## Werdegang
Young lief sein erstes Weltcuprennen im Dezember 2008 in Davos, welches er mit dem 77. Rang über 15 km klassisch beendete. Bei den nordischen Skiweltmeisterschaften 2009 in Liberec erreichte er den 98. Platz im Sprint und den 14. Platz mit der Staffel. Den 74. Rang über 15 km Freistil und den 60. Platz im Sprint belegte er bei den Olympischen Winterspielen 2010 in Vancouver. Bei den nordischen Skiweltmeisterschaften 2011 in Oslo holte er den 61. Rang im Sprint. Seine beste Platzierung bei den nordischen Skiweltmeisterschaften 2013 im Val di Fiemme war der 45. Platz im Sprint. Im Dezember 2013 schaffte er in Davos mit dem 29. Platz im Sprint, seine ersten Weltcuppunkte. Bei den Olympischen Winterspielen 2014 in Sotschi erreichte er den 42. Platz im Sprint und den 37. Rang über 15 km klassisch. In der Saison 2014/15 erreichte er in Davos mit dem 20. Rang im Sprint seine bis dahin beste Platzierung im Weltcup. Bei den nordischen Skiweltmeisterschaften 2015 in Falun kam er auf den 40. Rang im Sprint. Nach Platz neun im Sprint zu Beginn der Saison 2015/16 beim Weltcup in Davos, erreichte er mit dem dritten Platz im Sprint in Toblach seine erste Podestplatzierung im Weltcup. Es folgten in der Saison vier weitere Platzierungen in den Punkterängen und der 17. Platz im Sprintweltcup. Im folgenden Jahr belegte er bei den nordischen Skiweltmeisterschaften 2017 in Lahti den 46. Platz über 15 km klassisch und den 22. Rang im Sprint und beim Weltcup-Finale in Québec den 27. Platz. Bei den Olympischen Winterspielen 2018 in Pyeongchang lief er auf den 57. Platz über 15 km Freistil, auf den 45. Rang im Sprint und auf den 12. Platz zusammen mit Andrew Musgrave im Teamsprint.
In der Saison 2018/19 belegte Young den 51. Platz im Gesamtweltcup. Dabei errang er in der Verfolgung beim Weltcupfinale in Québec, den er auf dem 32. Platz beendete, den dritten Platz. Seine besten Platzierungen bei den nordischen Skiweltmeisterschaften 2019 in Seefeld in Tirol waren der 22. Platz im Sprint und der 11. Rang zusammen mit James Clugnet im Teamsprint. Nach Platz 14 beim Ruka Triple zu Beginn der Saison 2020/21, wurde er in Davos Dritter im Sprint und in Dresden Zweiter im Sprint und erreichte zum Saisonende den 25. Platz im Gesamtweltcup und den siebten Rang im Sprintweltcup. Beim Saisonhöhepunkt, den nordischen Skiweltmeisterschaften 2021 in Oberstdorf, belegte er den 45. Platz über 15 km Freistil und den 13. Rang zusammen mit James Clugnet im Teamsprint. Im folgenden Jahr lief er bei den Olympischen Winterspielen in Peking auf den 51. Platz über 15 km klassisch, auf den 36. Rang im Sprint und auf den 20. Platz im Teamsprint.

## Teilnahmen an Weltmeisterschaften und Olympischen Winterspielen

### Olympische Spiele
- 2010 Vancouver: 60. Platz Sprint klassisch, 74. Platz 15 km Freistil
- 2014 Sotschi: 37. Platz 15 km klassisch, 42. Platz Sprint Freistil
- 2018 Pyeongchang: 12. Platz Teamsprint Freistil, 45. Platz Sprint klassisch, 57. Platz 15 km Freistil
- 2022 Peking: 20. Platz Teamsprint klassisch, 36. Platz Sprint Freistil, 51. Platz 15 km klassisch

### Nordische Skiweltmeisterschaften
- 2009 Liberec: 14. Platz Staffel, 98. Platz Sprint Freistil
- 2011 Oslo: 15. Platz Staffel, 61. Platz Sprint Freistil
- 2013 Val di Fiemme: 45. Platz Sprint klassisch, 53. Platz 15 km Freistil, 54. Platz 50 km klassisch Massenstart, 55. Platz 30 km Skiathlon
- 2015 Falun: 40. Platz Sprint klassisch
- 2017 Lahti: 22. Platz Sprint Freistil, 46. Platz 15 km klassisch
- 2019 Seefeld in Tirol: 11. Platz Teamsprint klassisch, 22. Platz Sprint Freistil, 36. Platz 15 km klassisch, 38. Platz 50 km Freistil Massenstart
- 2021 Oberstdorf: 13. Platz Teamsprint Freistil, 45. Platz 15 km Freistil
- 2023 Planica: 6. Platz Teamsprint Freistil, 29. Platz 15 km Freistil, 46. Platz Sprint klassisch
- 2025 Trondheim: 9. Platz Staffel, 19. Platz Teamsprint klassisch, 31. Platz 50 km Freistil Massenstart

## Platzierungen im Weltcup

### Weltcup-Statistik
Die Tabelle zeigt die erreichten Platzierungen im Einzelnen.
- 1.–3. Platz: Anzahl der Podiumsplatzierungen
- Top 10: Anzahl der Platzierungen unter den ersten zehn
- Punkteränge: Anzahl der Platzierungen innerhalb der Punkteränge
- Starts: Anzahl gelaufener Rennen in der jeweiligen Disziplin
- Hinweis: Bei den Distanzrennen erfolgt die Einordnung gemäß FIS.

| Platzierung               | Distanzrennen a | Distanzrennen a | Distanzrennen a | Distanzrennen a | Distanzrennen a | Skiathlon Verfolgung | Sprint | Etappen- rennen b | Gesamt | Team   | Team    |
| Platzierung               | ≤ 5 km          | ≤ 10 km         | ≤ 15 km         | ≤ 30 km         | > 30 km         | Skiathlon Verfolgung | Sprint | Etappen- rennen b | Gesamt | Sprint | Staffel |
| ------------------------- | --------------- | --------------- | --------------- | --------------- | --------------- | -------------------- | ------ | ----------------- | ------ | ------ | ------- |
| 1. Platz                  |                 |                 |                 |                 |                 |                      |        |                   |        |        |         |
| 2. Platz                  |                 |                 |                 |                 |                 |                      | 1      |                   | 1      |        |         |
| 3. Platz                  |                 |                 |                 |                 |                 | 1                    | 2      |                   | 3      |        |         |
| Top 10                    |                 |                 | 1               |                 |                 | 2                    | 8      |                   | 11     | 5      |         |
| Punkteränge               |                 | 10              | 9               | 9               | 2               | 9                    | 43     | 4                 | 86     | 11     | 1       |
| Starts                    | 3               | 18              | 38              | 14              | 4               | 21                   | 92     | 6                 | 196    | 13     | 1       |
| Stand: Saisonende 2024/25 |                 |                 |                 |                 |                 |                      |        |                   |        |        |         |

### Weltcup-Gesamtplatzierungen
| Saison  | Gesamt | Gesamt | Distanz | Distanz | Sprint | Sprint |
| Saison  | Punkte | Platz  | Punkte  | Platz   | Punkte | Platz  |
| ------- | ------ | ------ | ------- | ------- | ------ | ------ |
| 2013/14 | 10     | 140.   | -       | -       | 10     | 86.    |
| 2014/15 | 27     | 110.   | -       | -       | 27     | 56.    |
| 2015/16 | 148    | 46.    | -       | -       | 148    | 17.    |
| 2016/17 | 121    | 53.    | 14      | 81.     | 99     | 25.    |
| 2017/18 | 63     | 74.    | -       | -       | 63     | 33.    |
| 2018/19 | 118    | 51.    | 43      | 52.     | 75     | 29.    |
| 2019/20 | 160    | 43.    | 92      | 37.     | 68     | 28.    |
| 2020/21 | 275    | 25.    | 82      | 33.     | 157    | 7.     |
| 2021/22 | 66     | 62.    | 6       | 82.     | 60     | 32.    |
| 2022/23 | 260    | 64.    | 99      | 68.     | 161    | 41.    |
| 2023/24 | 224    | 73.    | 116     | 58.     | 24     | 87.    |
| 2024/25 | 146    | 94.    | 105     | 69.     | 5      | 119.   |